# Volčja Jama, Šmartno pri Litiji
Volčja Jama este o localitate din comuna Šmartno pri Litiji, Slovenia, cu o populație de 91 de locuitori.